# Alchemilla exaperta
Alchemilla exaperta é uma espécie de rosácea do gênero Alchemilla, pertencente à família Rosaceae.